# Юлівська Гора
Ю́лівська Гора́ — ботанічний заказник загальнодержавного значення в Україні. Розташований на схід від села Дюли та на північ від села Оклі Гедь Виноградівського району Закарпатської області, на південно-західних відрогах Гутинського масиву (частина Вигорлат-Гутинського хребта). 
Площа 176 га. Створений 20 жовтня 1974 року. Заказник є частиною Карпатського біосферного заповідника. 
Заказник розташований у місцевості з найтеплішим кліматом в Українських Карпатах, і це зіграло важливу роль у формуванні рослинного покриву. Широко поширені діброви зі скельного дуба, дубово-букові ліси, дуба Далешампа. Також зростають унікальні для України масиви липи сріблястої. Заказник є єдиним в Україні природним місцем зростання дуба бургундського. У трав'яному покриві переважають лісостепові види.
У 1997 році увійшов до складу Карпатського біосферного заповідника.